# Bill Lear
(da "Money" dei Pink Floyd dall'album The Dark Side of the Moon)
Bill Lear (Hannibal, 26 giugno 1902 – Reno, 14 maggio 1978) è stato un inventore e imprenditore statunitense, raggiunse una discreta notorietà con una sua società, la LearJet, Inc. e per aver inventato il battery eliminator per la B battery, sviluppato lo stereo 8.

## Biografia
William Powell "Bill" Lear nacque da Ruben Marion Lear (1878-1955) e Gertrude Elizabeth Powell Lear (1884-1933). Essendo Ruben un uomo con success in inverse proportion to effort, la madre di Bill lo lasciò e andò a vivere con il figlio da Gussie Bornhouser a Dubuque. Più tardi Otto Kirmse si prese cura di loro. La famiglia si trasferì a Chicago dove Lear frequentò la Kershaw Grammar School. La domenica, il giovane Lear frequentava la Moody Tabernacle (Moody Church). From listening to Paul Rader, of the Moody Tabernacle, he learned grammar and how to speak. He found out how to meet people, how to shake hands, and what to say when he did so... He learned about hypocrisy, too e lasciò la chiesa.
Lear entrò nella Englewood High School ma fu espulso per problemi disciplinari. Lavorò per la Multigraph Company, riparando macchine per scrivere e rotative. Un'estate la passò con il padre a restaurare una Ford Model T a Tulsa. Lear lasciò poi la famiglia e iniziò a girare gli USA.
Entrò nella U.S. Navy e frequentò la Great Lakes Naval Training Station. Una volta lasciata la marina e fattasi una famiglia, decise di completare gli studi con una scuola serale della Tulsa Central High School. In un anno stava per completare il curriculum di quattro, ma venne espulso.
Lear ebbe sette figli, nati tra il 1925 e il 1954. Con la prima moglie, Ethel Peterson Lear, Mary Louise venne al mondo nel gennaio 1925. Sposò la seconda moglie, Madeline Murphy, nell'ottobre 1926. il figlio William Lear, Jr., nato 24 maggio 1928, morì il 14 dicembre 2009 a 81 anni a Daytona Beach. La figlia Patti è del 1930.
Il terzo matrimonio di Lear con Margret Radell fu senza figli. Nel 1941, Lear sposò la quarta donna, Moya Marie Olsen, figlia del commediante vaudeville Ole Olsen. Bill e Moya Lear ebbero quattro figli: John Olsen Lear (n.1942), Shanda (n.1944), David (n.1948) e Tina (n.1954). Il figlio John è un pilota e un ufologo, noto per le teorie del complotto, che dichiara di conoscere da ambienti militari.
Lear ebbe la fama di carattere difficile, ma con senso umoristico, come detto dalla seconda figlia Shanda che chiamava il padre "chandelier".
Lear morì di leucemia a Reno (Nevada) il 14 maggio 1978 a 75 anni. Le ceneri vennero disperse nel mare.

### Nelle telecomunicazioni
Tra i suoi principali lavori, inventò una radio portatile progettata per le automobili, antesignana delle autoradio, che vendette al futuro fondatore di Motorola nel 1924. Con i ricavi progettò e realizzò un amplificatore universale, che vendette alla RCA nel 1934. Con questo denaro fondò la Lear, Inc., che produceva equipaggiamenti per le telecomunicazioni applicate all'aviazione, divenendone presto il principale produttore.

### Audio

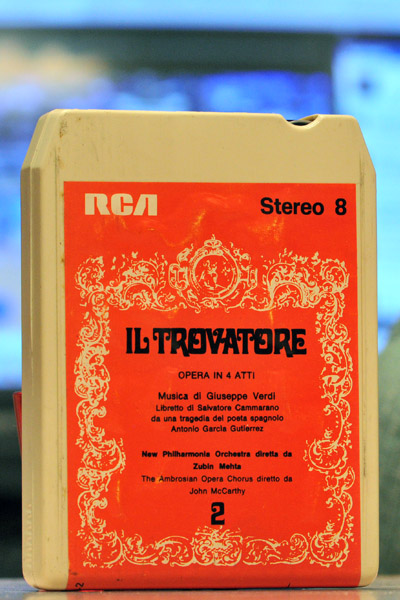
Cassetta Stereo 8

Lear sviluppò lo Stereo 8 nel 1964. Fu la variante del 4 piste Muntz Stereo-Pak, commercializzato da Earl "Madman" Muntz in California nel 1962, già come il 3 piste Fidelipac. La versione commerciale apparve nel settembre 1965 sulle automobili Ford grazie alla RCA per il materiale preregistrato.

### Trasporti

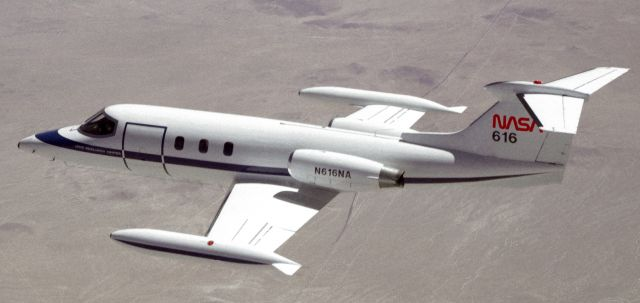
Learjet 25 della NASA

Lear progettò un aviogetto low-cost per il mercato business, anche se la Lear Inc. non entrò poi in questo mercato. Lear allora vendette le sue azioni per fondare la Lear Jet Industries nel 1962. Anche questa sua iniziativa fu un successo, ed iniziò la produzione di massa del suo velivolo nel 1963; i suoi interessi spaziarono ben presto su progetti di autovetture e nel 1969 fondò la Lear Motors, Inc., anche se con inferiore successo rispetto alle sue precedenti iniziative.
Nel 1968, Lear lavorò a una turbina a vapore per auto e bus; costruì un bus e convertì una Chevrolet Monte Carlo. Utilizzò un fluido chiamato "Learium", probabilmente un clorofluorocarburo simile al DuPont Freon.
Nel 1969, Lear e il suo amico Art Linkletter offrì il supporto a Craig Breedlove per il suo progetto di auto supersonica.

#### Aviazione
Nel 1931, Lear comprò un velivolo, un biplano per 2.500$ da una donna di Dearborn (Michigan). Il suo istruttore fu F.L. Yeomans. Lear fondò la Lear Developments, per strumenti d'avionica. Lear sviluppò la radiogoniometro, autopilota, e il primo sistema di atterraggio automatico. Lear commercializzò anche una linea di radio per aviazione generale chiamate "LearAvian", molto popolari all'epoca. Lear cambiò nome alla Lear Developments in Lear Incorporated e nel 1949 aprì uno stabilimento a Santa Monica (California).
Nel 1960, Lear si spostò in Svizzera e fondò la Swiss American Aviation Company. Volle ridisegnare lo FFA P-16 in un piccolo business jet. Dopo due tentativi di volo, il Governo svizzero cancellò gli ordini e ritornò negli USA.

## Tributi e onori
Nel 1944 Harry Bruno incluse William P. Lear in una lista di 87 "all-time greats in American aviation... [who] gambled their necks, their brains and their money — that aviation might grow."
- 1954, membro della Horatio Alger Association of Distinguished Americans
- 1967, apparve come se stesso nel film A noi piace Flint[14]
- 1972, Elliott Cresson Medal
- 1974, Tony Jannus Award
- 1978, National Aviation Hall of Fame[15]
- 2003, Hannibal Regional Airport, William P. Lear Field

## Learismi
- Aerodinamica: "If it looks good, it will fly good."
- Management: "If you put up half of the money, you get to make half of the decisions."
- Elettronica: "There's only one thing worse than an intermittent, that's an intermittent intermittent."
- Sulla riduzione di peso di un Learjet: "I'd sell my grandmother to save one pound."